# Change (Kim Hyun-ah)
Change è il primo singolo della cantante sudcoreana Hyuna.
La canzone è stata registrata nel 2010 e scritta alla fine del 2009. La traccia è stata una vera e propria hit arrivando alla seconda, terza e prima posizione.

## Il brano
Il brano dopo poco tempo raggiunse la seconda posizione diventando una vera hit.
Il brano prevede un featuring del cantante e membro dei B2st Yong Jun-hyung.
Il singolo è stato promosso in vari show.
Il brano, avendo notato il successo, è stato inserito nell'EP delle 4Minute For Muzik come bonus track per far aumentare le vendite.

## Video musicale
Il video è uscito su YouTube il 4 gennaio 2010 preceduto da un video teaser.
Il video prevede la parte del cantante Jun-hyung.
In poco tempo il video raggiunse 20.543.120 visualizzazioni su YouTube.
Il video per i primi tempi era stato censurato fino all'età di 19 anni per la danza provocante.
Poi la SBS annunciò che il video poteva essere visto da tutti.

## Classifiche
| Classifica                 | Posizione massima |
| -------------------------- | ----------------- |
| Gaon Digital chart         | 2                 |
| Gaon Streaming chart       | 3                 |
| Gaon Download chart        | 3                 |
| Gaon BGM chart             | 1                 |
| Gaon Mobile Ringtone chart | 2                 |